# Pierre François Eugène Giraud

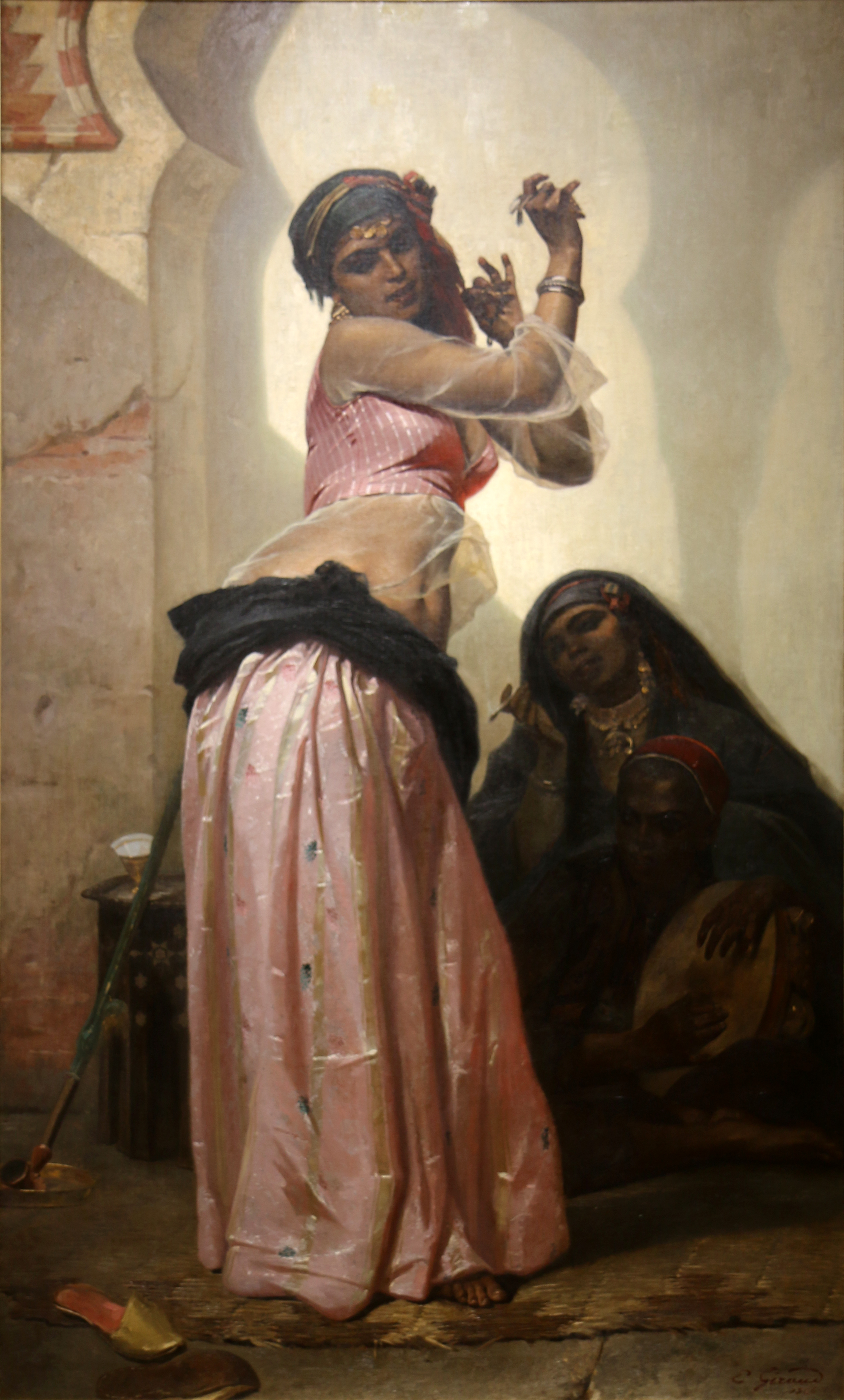
Danseuse au Caire, 1866, olio su tela, 210,0 x 125,0 cm, Museo d'arte di Tolone

Pierre François Eugène Giraud (Parigi, 9 agosto 1806 – Parigi, 29 dicembre 1881) è stato un pittore francese.

## Biografia[1]
Eugène Giraud è nato a Parigi il 9 agosto 1806 , in una famiglia modesta. Mostra molto rapidamente una predisposizione per il disegno. Studiò pittura nella bottega di Louis Hersent, poi incisione, in quella di Joseph Richomme. Frequentò l'École des Beaux-arts  dal 1821 al 1826 e la lasciò dopo aver ottenuto il Prix de Rome per l'incisione nel 1826.
Espone per la prima volta, al Salon del 1831, tre dipinti raffiguranti paesaggi e tre disegni.  La presentazione al Salon del 1839 del dittico La Permission de dix heures diede un punto di svolta nella sua carriera. Una grande esperienza che segnerà parte del suo lavoro e della sua carriera è il viaggio in Spagna (iniziato nel luglio 1846) con il suo amico Adolphe Desbarolles . Lì incontra Alexandre Dumas e suo figlio, Louis Boulanger, Auguste Maquet a Madrid in ottobre.  All'inizio del gennaio 1847 la stessa compagnia organizzerà un viaggio in Nord Africa, a Tunisi.
Giraud trarrà ispirazione da questo viaggio per tutto il resto della sua carriera.
Ricevette la Legion d'Onore nel 1851. Fu promosso al grado di ufficiale nel 1866.
Eugene Giraud muore nel XVII arrondissement di Parigi 29 dicembre 1881.

## Elenco parziale delle opere
- Balzac sul letto di morte , 18 agosto 1850, carboncino, gessetto rosso, gessetto bianco e pastelli su carta, Besançon, museo di belle arti e archeologia :
- Ritratto dell'attore Étienne Mélingue, nel ruolo di Salvator Rosa, 1855, pastello, Caen, museo di belle arti
- Orientale  ; Ritratto della principessa Matilde Napoleone  ; Ritratto di Claudio Popelin, Museo del castello di Compiègne,  :
- Un vecchio veneziano Digione, Musée Magnin
- Caricatura di Jules-Émile Saintin, tra il 1865 e il 1870, acquarello, Parigi, Biblioteca nazionale di Francia
- Ballerina al Cairo, 1866, olio su tela, 210 × 125 cm, Tolone, Museo d'arte di Tolone
- Donne di Algeri, cortile interno, olio su tela, 190 × 140, Tour, museo di belle arti
- Ritratto di Mademoiselle Bellet-Méhul, Vendôme, Museo Vendôme
- Ritratto di Gustave Flaubert, circa 1856, olio su tela, Versailles, Reggia di Versailles :